# Rörums landskommun
Rörums landskommun var en tidigare kommun i dåvarande Kristianstads län.

## Administrativ historik
Kommunen bildades i Rörums socken i Albo härad i Skåne när 1862 års kommunalförordningar trädde i kraft.
Vid kommunreformen 1952 uppgick kommunen i Kiviks landskommun som 1974 uppgick i Simrishamns kommun.

## Politik

### Mandatfördelning i Rörums landskommun 1942-1946
| 2 | 13 |

| 13 |

| 15 |

| 14 |